# Я люблю Эми
"Я люблю Эми" (кор. 나는 에이미를 사랑해) - манхва, про историю любви двух девушек, написанная и проиллюстрированная корейским автором Unni. Манхва выходила на сервисе PeanuToon с января 2022 года по июнь 2023 года. История повествует о том, как Эми пытается помочь Биби справиться с ее новой навязчивой страстью к популярному мальчику в школе.

## Сюжет
Беатрис «Биби» Реден — студентка, одержимая одним из самых популярных мальчиков в школе, Питером. Однажды Биби замечает, что Питер разговаривает с застенчивой девочкой, Эми Ли. Биби приглашает Эми к себе домой, чтобы предостеречь ее от слишком близкого сближения с Питером, но в итоге они решают стать друзьями при условии, что Эми поможет Биби признаться в своих чувствах Питеру.

## Публикация
Написанная и проиллюстрированная Unni, Я люблю Эми публиковалась онлайн на PeanuToon с 26 января 2022 года по 7 июня 2023 года. После закрытия платформы PeanuToon 28 февраля 2025 года I Love Amy переехала на Bomtoon 3 апреля 2025 года. 7 мая 2024 года A.Tempo Media запустила краудфандинговую кампанию на Tumblbug для финансирования публикации двух печатных томов. Вторая кампания была запущена 9 апреля 2025 года для 3 и 4 томов.
Манхва была впервые опубликована на английском языке на сервисе Tappytoon. На выставке Sakura-Con 2025 компания Yen Press объявила, что лицензировала серию для печатного издания на английском языке под своим издательством Ize Press, что стало первым релизом женской любовной манги этого издательства.

## Награды
«Я люблю Эми» победила в номинации «Манхва года в жанре Юри» на PeanuToon в 2023 году.